# Južni tečaj
1. Geografski južni pol
2. Magnetni južni pol (2007)
3. Geomagnetni južni pol (2005)
4. Južni pol nedostopnosti

Júžni tečáj ali Júžni pól je najjužnejša točka na Zemlji. Leži na Antarktiki. Geografski južni tečaj se razlikuje od magnetnega južnega tečaja, od katerega je oddaljen približno 2860 km, čeprav se njegova lega stalno spreminja. Zemljepisna širina južnega tečaja je –90°. V severnem in južnem tečaju se sekajo vsi poldnevniki.

## Raziskovanje južnega tečaja

### Pred letom 1900
Leta 1820 je več ekspedicij trdilo, da so bile prve, ki so videle Antarktiko. Prva med njimi je bila ruska ekspedicija, ki sta jo vodila Fadej Bellingshausen in Mihail Lazarev. Prvo izkrcanje na Antarktiki je sledilo leto pozneje, ko se je na njej izkrcal ameriški kapitan ladje za lov na tjulnje John Davis.
Osnovne geografske značilnosti Antarktike so bile razjasnjene šele sredi 19. stoletja, ko je ameriški pomorski častnik Charles Wilkes glede na izsledke svojih odprav v letih 1839 in 1840 pravilno zaključil, da je Antarktika samostojna celina. James Clark Ross pa je s svojo odpravo v letih 1839–43 poskušal pripluti naravnost do južnega tečaja.

### 1900–1950
Prvi je poskušal Južni tečaj doseči britanski raziskovalec Robert Falcon Scott na ekspediciji med letoma 1901 in 1904. Scott, ki sta ga takrat spremljala Ernest Shackleton in Edward Wilson, je z atlantske obale poskušal prodreti čim dlje na jug in je 31. decembra 1902 dosegel 82°16′ S. Shackleton je pozneje vodil samostojno britansko odpravo (Ekspedicija Nimrod), s katero je poskušal osvojiti Južni tečaj. 9. januarja 1909 je s tremi člani dosegel 88°23′ S, 180 km od južnega tečaja, nato pa so se bili prisiljeni vrniti.
Prvi ljudje, ki so dosegli geografski Južni tečaj, so bili Norvežani. Roald Amundsen z ekipo je točko dosegel 14. decembra 1911. Amundsen je svoj bazni tabor poimenoval Polheim, celotno ravnino, na katerem leži Južni tečaj, pa Kong Haakon VII Vidde v čast norveškemu kralju Haakonu VII. Robert Falcon Scott se je drugič vrnil na Antarktiko z ekspedicijo, poimenovano Ekspedicija Terra Nova, ob istem času kot Amundsen. Ekspediciji sta tako tekmovali, katera bo prej dosegla tečaj. Scott je s še štirimi člani odprave Južni tečaj dosegel 17. januarja 1912. Ob vračanju je vseh pet članov Scottove odprave umrlo od podhranjenosti in podhladitve.
Leta 1914 je Ernest Shackleton s svojo Kraljevo trensantarktično ekspedicijo kot prvi poskušal prečkati Antarktiko čez Južni tečaj, vendar je njegova ladja Endurance obtičala v ledu in se 11 mesecev pozneje potopila.
Južni tečaj sta prva preletela ameriški admiral Richard Evelyn Byrd in njegov kopilot Bernt Balchen 29. novembra 1928.

### 1950–danes
Naslednjič je človek stopil na Južni tečaj šele 31. oktobra 1956. Takrat je odprava pod vodstvom ameriškega admirala Georgea Dufeka tam pristala s tovornim letalom R4D-5L Skytrain (C-47 Skytrain). Američani so v istem letu tam začeli graditi raziskovalno postajo, ki so jo poimenovali Amundsen-Scott South Pole Station in je bila dokončana leta 1957. Na njej so od takrat stalno prisotni znanstveniki in pomožno osebje.
Po Amundsenu in Scottu sta Južni tečaj po kopnem (sicer z zračno podporo) dosegla Edmund Hillary (4. januarja 1958) in Vivian Fuchs (19. januarja 1958) s svojima odpravama. Pozneje so različne odprave dosegle Južni tečaj z različnimi prevoznimi sredstvi. Med najbolj znanimi so bile odprave, ki so jih vodili Antero Havola, Albert P. Crary in Ranulph Twistleton-Wykeham Fiennes.
Leta 1987 je bila ob vznožju gorovja Patriot Hills ustanovljena logistična baza, ki danes nudi zatočišče tudi zasebnim odpravam.
30. decembra 1989 sta Arved Fuchs in Reinhold Messner kot prva prečkala Antarktiko prek južnega tečaja brez pomoči vozil ali živalske vprege. Antarktiko sta prečila na smučeh in s pomočjo vetra.
Najhitreje je geografski južni tečaj od obale dosegel norveški avanturist Christian Eide, ki je za pot od obale do geografskega južnega tečaja leta 2011 porabil 24 dni in eno uro. Prejšnji rekord je leta 2009 postavil Američan Todd Carmichael, ki je za isto pot potreboval 39 dni in 7 ur, skupinski rekord pa je bil postavljen istega leta in je znašal 33 dni in 23 ur.
Poleti 2011/12 so Norvežan Aleksander Gamme ter Avstralca James Castrission in Justin Jones v ločenih odpravah kot prvi dosegli Južni tečaj peš brez pomoči psov ali vetra. Odpravi sta pot začeli v razmiku enega dne, cilj pa so dosegli skupaj.

## Podnebje
Na južnem tečaju je pozimi (zima traja med marcem in septembrom) polarna noč, kar pomeni, da se Sonce ne dvigne nad horizont, med majem in julijem pa je tam popolna tema. Poletje traja od septembra do marca, takrat pa Sonce nikoli ne zaide. Sonce se takrat premika v nasprotni smeri urnega kazalca nizko nad horizontom. Decembra Sonce doseže najvišjo točko na 23,5°. Večina sončnih žarkov se odbije od snežne podlage.
Zaradi nizkega vpadnega kota svetlobe in velike nadmorske višine (2800 m nad morjem) je Južni tečaj med kraji z najostrejšimi podnebnimi razmerami na Zemlji. Kljub temu je bila najnižja temperatura izmerjena v bližini raziskovalne postaje Vostok, prav tako na Antarktiki, ki stoji na večji nadmorski višini. Temperature na južnem tečaju so precej nižje od tistih na severnem tečaju, saj Južni tečaj leži sredi velike kopenske gmote, severni tečaj pa sredi oceana na nadmorski višini 0 metrov in tam morska masa deluje kot velik zbiralnik toplote. 
Najvišja januarska povprečna temperatura na južnem tečaju doseže −25,9 °C.  Konec marca in konec septembra (ob začetku in koncu polarnega dne) je povprečna temperatura −45 °C. Pozimi je temperatura na južnem tečaju stalno približno −58 °C. Najvišja izmerjena temperatura na raziskovalni postaji Amundsen-Scott je bila −12,3 °C, izmerjena pa je bila 25. decembra 2011, najnižja pa 23. junija 1982, in sicer −82,8 °C. Najnižja temperatura na Zemlji je bila izmerjena 21. julija 1983 na postaji Vostok in je znašala −89,2 °C.

## Flora in favna
Zaradi ekstremnih podnebnih razmer na južnem tečaju ne uspeva nobena rastlina, občasno pa tja zaide kakšna govnačka ali burnica.
Leta 2000 so znanstveniki potrdili, da so v ledu južnega tečaja našli mikrobe (Deinococcus), za katere pa so mnenja, da se niso razvili na Antarktiki.